# Cyanoptila
Cyanoptila és un gènere d'ocells de la família dels muscicàpids (Muscicapidae).

## Taxonomia
Segons la Classificació del Congrés Ornitològic Internacional (versió 11.2, 2021) aquest gènere està format per 2 espècies:
- Cyanoptila cumatilis - Papamosques de Zappey.
- Cyanoptila cyanomelana - Papamosques blau.